# Interport de Futebol entre Hong Kong e Macau
O Interport de Futebol entre Hong Kong e Macau (em inglês:  Hong Kong–Macau Interport, e em chinês:  港澳埠際足球賽) é uma partida anual de futebol disputada entre a Seleção Honconguesa e a Seleção Macaense. A partida é realizada em ambas as regiões administrativas especiais (Região Administrativa Especial de Macau e Região Administrativa Especial de Hong Kong) da República Popular da China. A primeira partida realizou-se no ano de 1937, em Macau, quando ainda se encontrava sob administração portuguesa.

## Resultados
| Edição | Ano     | Em casa       | Resultado[carece de fontes?] | Visitante     | Notas |
| ------ | ------- | ------------- | ---------------------------- | ------------- | --- |
| 1      | 1937    | Macau         | 2 – 1                        | Hong Kong     | A equipa de Hong Kong era formada por inteiro pelos jogadores da Liga da Segunda Divisão.                                                |
| 2      | 1938    | Hong Kong     | 3 – 5                        | Macau         | A equipa de Hong Kong era formada por inteiro pelos jogadores da Liga da Segunda Divisão.                                                |
| 3      | 1939    | Macau         | 0 – 2                        | Hong Kong     | |
| 4      | 1940    | Hong Kong     | 6 – 3                        | Macau         | |
| 5      | 1941    | Macau         | 1 – 0                        | Hong Kong     | |
| -      | 1942-46 | Não realizado | Não realizado                | Não realizado | |
| 6      | 1947    | Hong Kong     | 3 – 2                        | Macau         | |
| 7      | 1948    | Macau         | 4 – 2                        | Hong Kong     | |
| 8      | 1949    | Hong Kong     | 7 – 0                        | Macau         | |
| 9      | 1950    | Macau         | 1 – 2                        | Hong Kong     | |
| 10     | 1951    | Hong Kong     | 2 – 0                        | Macau         | |
| 11     | 1952    | Macau         | 3 – 0                        | Hong Kong     | |
| 12     | 1953    | Hong Kong     | 4 – 1                        | Macau         | Hong Kong foi representado pela Seleção da Liga.                                                                                         |
| 13     | 1954    | Macau         | 3 – 2                        | Hong Kong     | |
| 14     | 1955    | Hong Kong     | 7 – 3                        | Macau         | Hong Kong foi representado pela Seleção da Liga.                                                                                         |
| 15     | 1956    | Macau         | 3 – 5                        | Hong Kong     | Hong Kong foi representado pela Seleção da Liga.                                                                                         |
| 16     | 1957    | Hong Kong     | 7 – 2                        | Macau         | Hong Kong foi representado pela Seleção da Liga.                                                                                         |
| 17     | 1958    | Macau         | 1 – 3                        | Hong Kong     | Hong Kong foi representado pela Seleção da Liga.                                                                                         |
| 18     | 1959    | Hong Kong     | 3 – 1                        | Macau         | Hong Kong mandou a sua equipa secundária, devido ao confronto das eliminatórias da Taça da Ásia.                                         |
| 19     | 1960    | Macau         | 0 – 3                        | Hong Kong     | |
| 20     | 1961    | Hong Kong     | 7 – 1                        | Macau         | Hong Kong foi representado pela Seleção da Liga.                                                                                         |
| -      | 1962    | Não realizado | Não realizado                | Não realizado | |
| 21     | 1963    | Macau         | 3 – 4                        | Hong Kong     | Hong Kong foi representado pela Seleção da Liga.                                                                                         |
| 22     | 1964    | Hong Kong     | 3 – 1                        | Macau         | |
| 23     | 1965    | Macau         | 1 – 2                        | Hong Kong     | |
| 24     | 1966    | Hong Kong     | 4 – 1                        | Macau         | |
| -      | 1967    | Não realizado | Não realizado                | Não realizado | |
| 25     | 1968    | Macau         | 2 – 2                        | Hong Kong     | |
| 26     | 1969    | Hong Kong     | 5 – 0                        | Macau         | Hong Kong foi representado pela equipa de juniores.                                                                                      |
| 27     | 1970    | Macau         | 3 – 1                        | Hong Kong     | Hong Kong foi representado pela equipa Sub-12.                                                                                           |
| 28     | 1971    | Hong Kong     | 3 – 1                        | Macau         | |
| 29     | 1972    | Macau         | 1 – 5                        | Hong Kong     | |
| 30     | 1973    | Hong Kong     | 1 – 0                        | Macau         | Hong Kong mandou a sua equipa secundária, devido ao confronto das eliminatórias do Campeonato do Mundo de Futebol.                       |
| 31     | 1974    | Macau         | 2 – 3                        | Hong Kong     | |
| 32     | 1975    | Hong Kong     | 7 – 0                        | Macau         | |
| 33     | 1976    | Macau         | 0 – 2                        | Hong Kong     | |
| 34     | 1977    | Hong Kong     | 2 – 0                        | Macau         | |
| 35     | 1978    | Macau         | 0 – 4                        | Hong Kong     | |
| 36     | 1979    | Hong Kong     | 5 – 0                        | Macau         | Hong Kong mandou a sua equipa secundária, devido ao confronto das eliminatórias da Copa da Ásia.                                         |
| 37     | 1980    | Macau         | 0 – 2                        | Hong Kong     | |
| 38     | 1981    | Hong Kong     | 3 – 1                        | Macau         | |
| 39     | 1982    | Macau         | 1 – 0                        | Hong Kong     | |
| 40     | 1983    | Hong Kong     | 1 – 0                        | Macau         | |
| 41     | 1984    | Macau         | 0 – 3                        | Hong Kong     | |
| 42     | 1985    | Hong Kong     | 2 – 0                        | Macau         | |
| 43     | 1986    | Macau         | 2 – 3                        | Hong Kong     | Hong Kong Hong Kong mandou a sua equipa secundária, por causa da partida amigável com o clube Coventry City Football Club, um dia antes. |
| 44     | 1987    | Hong Kong     | 5 – 0                        | Macau         | |
| 45     | 1988    | Macau         | 0 – 4                        | Hong Kong     | |
| 46     | 1989    | Hong Kong     | 2 – 1                        | Macau         | |
| 47     | 1990    | Macau         | 1 – 1                        | Hong Kong     | Hong Kong mandou sua equipa olímpica. |
| 48     | 1991    | Hong Kong     | 5 – 0                        | Macau         | Hong Kong mandou sua equipa olímpica. |
| 49     | 1992    | Macau         | 1 – 2                        | Hong Kong     | Hong Kong mandou a sua equipa secundária, por causa de uma partida amigável realizada em Toronto.                                        |
| 50     | 1993    | Hong Kong     | 3 – 2                        | Macau         | |
| 51     | 1994    | Macau         | 2 – 1                        | Hong Kong     | Hong Kong mandou a sua equipa secundária.                                                                                                |
| 52     | 1995    | Hong Kong     | 1 – 2                        | Macau         | Hong Kong mandou sua equipa olímpica. |
| 53     | 1996    | Macau         | 0 – 0                        | Hong Kong     | |
| 54     | 1997    | Hong Kong     | 0 – 1                        | Macau         | Hong Kong mandou a sua equipa secundária, devido ao confronto das eliminatórias do Campeonato do Mundo de Futebol.                       |
| -      | 1998    | Não realizado | Não realizado                | Não realizado | |
| 55     | 1999    | Hong Kong     | 2 – 1                        | Macau         | Hong Kong mandou sua equipa olímpica. |
| 56     | 2000    | Macau         | 0 – 1                        | Hong Kong     | |
| 57     | 2001    | Hong Kong     | 3 – 0                        | Macau         | Hong Kong mandou sua equipa olímpica. |
| 58     | 2002    | Macau         | 0 – 2                        | Hong Kong     | Hong Kong mandou sua equipa olímpica. |
| 59     | 2003    | Hong Kong     | 6 – 0                        | Macau         | A partida foi adiada para maio de 2004, devido a síndrome respiratória aguda grave.                                                      |
| 60     | 2004    | Macau         | 1 – 2                        | Hong Kong     | Hong Kong foi representado pela equipa de juniores.                                                                                      |
| 61     | 2005    | Hong Kong     | 8 – 1                        | Macau         | Hong Kong foi representado pela equipa de juniores.                                                                                      |
| 62     | 2006    | Macau         | 0 – 0                        | Hong Kong     | Hong Kong foi representado pela equipa Sub-23.                                                                                           |
| 63     | 2007    | Hong Kong     | 2 – 1                        | Macau         | |
| 64     | 2008    | Macau         | 0 – 1                        | Hong Kong     | Hong Kong mandou sua equipa olímpica. |
| 65     | 2009    | Hong Kong     | 5 – 1                        | Macau         | Hong Kong mandou sua equipa olímpica. |
| 66     | 2010    | Macau         | 1 – 5                        | Hong Kong     | Ambas as equipas enviaram os seus clubes olímpicos.                                                                                      |
| 67     | 2011    | Hong Kong     | 0 – 1                        | Macau         | Hong Kong foi representado pela equipa substituta Sub-21.                                                                                |
| 68     | 2012    | Macau         | 1 – 3                        | Hong Kong     | Hong Kong foi representado pela equipa Sub-21.                                                                                           |
| 69     | 2013    | Hong Kong     | 3 – 0                        | Macau         | |
| 70     | 2014    | Macau         | 1 – 3                        | Hong Kong     | Hong Kong foi representado pela equipa Sub-23.                                                                                           |
| 71     | 2015    | Hong Kong     | 2 – 0                        | Macau         | Hong Kong mandou a sua equipa secundária, devido ao confronto das eliminatórias do Campeonato Mundial de Futebol FIFA de 2018.           |
| 72     | 2016    | Macau         | 0 – 3                        | Hong Kong     | Hong Kong enviou a sua equipa secundária, devidas às partidas amigáveis internacionais realizadas no Camboja.                            |
| 73     | 2017    | Hong Kong     | 4 – 0                        | Macau         | Ambas as seleções foram representadas pelas equipas Sub-18.                                                                              |
| 74     | 2018    | Macau         | 1 – 6                        | Hong Kong     | |

## Tabela por vitórias
| Equipa    | Vitórias | Anos |
| --------- | -------- | --- |
| Hong Kong | 58       | 1939, 1940, 1947, 1949, 1950, 1951, 1953, 1955, 1956, 1957, 1958, 1959, 1960, 1961, 1963, 1964, 1965, 1966, 1969, 1971, 1972, 1973, 1974, 1975, 1976, 1977, 1978, 1979, 1980, 1981, 1983, 1984, 1985, 1986, 1987, 1988, 1989, 1991, 1992, 1993, 1999, 2000, 2001, 2002, 2003, 2004, 2005, 2007, 2008, 2009, 2010, 2012, 2013, 2014, 2015, 2016, 2017, 2018 |
| Macau     | 12       | 1937, 1938, 1941, 1948, 1952, 1954, 1970, 1982, 1994, 1995, 1997, 2011 |
| Empates   | 4        | 1968, 1990, 1996, 2006 |